# Saransk
Saransk (russisk: Саранск, tr. Saransk; moksja: Саранош; erzja: Саран ош) er en by i Republikken Mordovija i Den Russiske Føderation. Saransk er hovedstaden i republikken og dens finansielle og økonomiske center. Byen ligger i Volgas afvandingsområde på begge breder af floden Insar omkring 630 kilometer øst for Moskva og har 310.898(2024) indbyggere.